# Angela Hitlerová
Angela Franziska Johanna Hammitzsch, rozená Angela Hitler, během 1. manželství Angela Raubal (28. července 1883 Braunau, Rakousko – 30. října 1949), byla starší polorodá sestra Adolfa Hitlera.

## Život
Narodila se v rakouském Braunau am Inn jako druhé dítě celníka Aloise Hitlera a jeho druhé ženy Franzisky Matzelberger. Matka jí zemřela rok po jejím narození. Ona a její bratr Alois Hitler mladší byli vychováváni otcem a jeho třetí ženou Klarou Hitlerovou. V dětství si byla velmi blízká s o šest let mladším polorodým bratrem Adolfem a později byla jediná žijící příbuzná, ke které se veřejně hlásil – zmínil ji i ve svém díle Mein Kampf.
Po úmrtí své nevlastní matky Klary Hitlerové roku 1907 se Angela provdala za úředníka Leo Raubala, s nímž měla dcery Angelu („Geli“) a Elfriede a syna Lea. Roku 1910 její manžel zemřel a Angela se s dětmi přestěhovala do Vídně, kde byla během první světové války vedoucí Mensa Academica Judaica. V té době prý ještě bránila židovské studenty před útoky jejich „árijských“ spolužáků, později se ale nikdy nevyjádřila proti holocaustu. S bratrem Adolfem znovu navázala kontakt teprve poté, co byl propuštěn z armády.
Roku 1924 nebo 1925 se Angela přestěhovala s dětmi do Mnichova a vedla zde svému bratrovi domácnost. Později vedla jeho letní sídlo Berghof u Berchtesgadenu. Roku 1935 došlo mezi Adolfem a Angelou k roztržce. Angela opustila s dcerou Elfriede Berchtesgaden a přestěhovala se do Radebeul u Drážďan, kde se roku 1936 provdala za architekta Martina Hammitzsche. Podle Angelina synovce Williama Patricka Hitlera byl důvodem roztržky příliš otevřený vztah Angely ke Hermannu Göringovi, který si tehdy zamýšlel koupit pozemek poblíž Hitlerova domu. Podle jiných zdrojů mohl za hádku Hitlerův vztah k Evě Braunové, která se od roku 1935 chovala na Berghofu jako domácí paní, ačkoli byla o téměř třicet let mladší než Angela.
Po této hádce už spolu sourozenci byli v kontaktu jen minimálně, Hitler se ani nezúčastnil sestřiny druhé svatby. Počátkem roku 1945 nechal Hitler Angelu převést do Berchtesgadenu, aby nepadla do rukou Rusům. Její manžel Martin Hammitzsch spáchal v květnu 1945 sebevraždu.